# 滿桂
满桂（16世纪？—1630年），籍贯山东兖州府峄县（一说为塞北归化而来的蒙古人），出生于万全都司宣府前卫（今河北省张家口市境内），明朝将领，官至太子太师，中军都督府右都督，曾任辽东、大同等处总兵官。滿桂也是有明一朝惟一一位有所記錄的「武經略」。

## 生平
满桂性格粗野，善骑射，为人忠勇，不好声色。战场上奋勇杀敌，屡立功勋，因功升至潮河川守备。
天启三年（1623年），孙承宗赴宁远，袁崇焕、茅元仪推荐满桂，兵民达五万余家，屯种远至五十里。满桂体貌威武，得到孙承宗赏识。任山西大同的总兵，与袁崇焕有点过节。
崇祯二年十月戊寅日（1629年12月11日），皇太极自喜峰口南下，京师戒严，诏令各路兵马勤王。满桂率领5000骑兵千里勤王，于十一月丁亥日（1629年12月20日）即赶到京师。满桂率领铁骑与清兵大战，奋战不息，戰敗撤逃中，身中五箭，其中三支贯体，两支嵌于铠甲之上，刻有袁崇焕所部之记号。後击退清军，屯兵安定门外。十二月初一日，崇祯召对袁崇焕、满桂及其部将黑云龙於平台。崇祯以杀毛文龙、勾結清军入关、射伤满桂三事責問袁崇煥，後发南镇抚司监候。關寧軍立即撤走，朝野震惊。
後來，满桂被拜为武经略，赐尚方剑，指挥来援各部。后金大军复围北京，崇祯要求满桂出兵对敌，满桂对曰：“敌劲援寡，未可轻战。”然而在多次催促下，十五日满桂还是不得已，领黑云龙、麻登云、孙祖寿诸大将，移营永定门外二里，十六日被后金军以精骑四面包围，大败，满桂及孙祖寿战死，黑云龙、麻登云被擒。崇祯特命礼部侍郎徐光启致祭，追赠少师。

### 引用
1. ↑  《崇禎朝記事 》:「命滿桂為武經略，總理援兵，諸鎮悉聽節制。」
2. ↑  《明季北略》:「及大壽軍東潰，乃拜桂武經略，盡統入衛諸軍，賜尚方劍」
3. ↑  《明實錄崇禎實錄》(卷之二懷宗端皇帝二):「丁卯，設文武經略，以梁廷棟、滿桂為之，各賜尚方劍，營西直、安定二門。桂始屯宣武門甕城，內謂援寡未可戰，中使趣使亟戰，桂不得已，揮涕而出，以五千人同孫祖壽等戰安定門外，俱敗沒，麻登雲、黑雲龍被執。」
4. ↑  《明史·满桂传》，卷271：“时蒙古部落驻牧宁远东鄙，辽民来归者悉遭劫掠，承宗患之。四年二月，遣桂及总兵尤世禄袭之大凌河。诸部号泣西窜，东鄙以宁。拱兔、炒花、宰赛诸部阳受款而阴怀反侧。桂善操纵，诸部咸服，岁省抚赏银不赀。初，城中郭外，一望丘墟。至是军民五万余家，屯种远至五十里。承宗上其功。诏擢都督佥事，加衔总兵。承宗乃令典后部，与前部赵率教相掎角。督饷郎中杨呈秀侵克军粮，副将徐涟激之变，围崇焕署。惮桂家卒勇猛，不敢犯，结队东走。桂与崇焕追斩首恶，抚余众而还。”
5. ↑  《剖肝录》云：“会总兵满桂，初与焕共宁宁远，丙寅之役，首主弃城，为焕所叱”
6. ↑  《明季北略》（卷5）：“俄桂中流矢五，三中体，二中甲，拔视，乃袁兵字号。桂初疑清将反间，伪为袁字号耳。及敌骑稍远，细审，果为袁兵所射，大惊，入奏。”
7. ↑  及大壽軍東潰，乃拜桂武經略，盡統入衛諸軍，賜尚方劍，趣出師。桂曰：「敵勁援寡，未可輕戰。」中使趣之急，不得已，督黑雲龍、麻登雲、孫祖壽諸大將，以十五日移營永定門外二裏許，列柵以待。大清兵自良鄉回，明日昧爽，以精騎四面蹙之。諸將不能支，大敗，桂及祖壽戰死，雲龍、登雲被執。帝聞，震悼，遣禮部侍郎徐光啟致祭，贈少師，世蔭錦衣僉事，襲升三級，賜祭葬，有司建祠。
8. ↑  《明季北略》（卷5）：“十二月，大清兵复围城。十七日丙寅，满桂率师救援。大清兵大至，桂败收兵。十七丁卯，满桂以五千人，同孙祖寿等阵安定门外，自辰至酉，十余战。大清兵屡易，桂箭创发，坠马，殁于阵。申甫夜袭营，又战没。黑云龙、麻登云被执。大清复攻城，都人大惧，会各省援兵四集，互相拒战，大清兵乃退。”